# Zhu Qianwei
Zhu Qianwei (朱倩蔚S, Zhū QiànwèiP; Shanghai, 28 settembre 1990) è una nuotatrice cinese.
Nella staffetta 4x200 m stile libero ha vinto la medaglia d'argento alle Olimpiadi di Pechino 2008 e, ai Mondiali 2009 di Roma, l'oro stabilendo il record mondiale con il tempo di 7'42"08.

## Palmarès
- Giochi olimpici

Pechino 2008: argento nella 4x200m sl.
- Mondiali

Roma 2009: oro nella 4x200m sl.
Shanghai 2011: bronzo nella 4x200m sl.
- Mondiali in vasca corta

Dubai 2010: oro nella 4x200m sl e bronzo nella 4x100m sl.
- Giochi asiatici

Canton 2010: oro nei 200m sl, nella 4x100m sl e nella 4x200m sl.
- Universiadi

Shenzen 2011: bronzo nella 4x100m sl e nella 4x200m sl.